# Allparteilichkeit
Allparteilichkeit bezeichnet eine Haltung der Bereitschaft zur Identifikation und Parteilichkeit mit allen an einem System oder einem Konflikt beteiligten Personen.
Die Allparteilichkeit ist eine Haltung, die ein Moderator (Konfliktmoderator, Mediator, Schlichter, Coach oder Therapeut) im Rahmen von Konfliktmoderation, Mediation, Schlichtung, systemischer Organisationsberatung, systemischer Therapie oder Familientherapie einnimmt. Allparteilichkeit bedeutet dabei konkret, dass Moderatoren „die Anliegen und Erwartungen aller Parteien zu verstehen und das gegenseitige Verstehen zu vermitteln versuchen“ und dadurch „wenn notwendig, den Parteien helfen, ihre Anliegen zu artikulieren und zu begründen“. Die Allparteilichkeit erfordert seitens des Moderators innere Flexibilität, Empathie und die Fähigkeit, eigene Belange zurückzustellen.
Das Konzept wurde im US-amerikanischen Raum von Iván Böszörményi-Nagy im Rahmen seiner Arbeit mit Familien entwickelt (engl. multi-directed partiality) und als Grundlage seines Ansatzes der kontextuellen Therapie gefordert. Das Konzept wurde später auch als Grundlage der Mediation hervorgehoben (engl. multipartiality bzw. omnipartiality).
Parteilichkeit ist hier nicht mit Parteinahme zu verwechseln: In konkreten Konfliktsituationen, wie man sie in der Mediation antrifft – eine Partei A tut, unterlässt oder beabsichtigt etwas und eine andere Partei B fühlt sich dadurch gestört – würde eine als allseitige Parteinahme (fehl-)interpretierte Allparteilichkeit zu einer paradoxen Handlungsaufforderung führen: Die Parteinahme für jede in einem gegebenen Konflikt beteiligte Person oder Gruppe hätte zur Konsequenz, die Interessen einer Person oder Gruppe durchsetzen zu wollen und zugleich dieses Ansinnen zu unterlaufen, indem man als Vertreter der Gegenseite jene Durchführung der Interessen zu unterbinden bestrebt wäre.
Kurzgefasst, die allseitige Parteinahme in einem Konflikt würde heißen, die Ansprüche jeder Partei zugleich durchsetzen und vereiteln zu wollen.
Der Begriff der Allparteilichkeit darf also das Moment der allseitigen Parteinahme nicht mit sich führen, auch wenn das Kompositum „Allparteilichkeit“ dieses in sich birgt.
Vielmehr äußert sich die Haltung der Allparteilichkeit im empathischen Verhalten des Mediators, insbesondere auch in der Erläuterung der Methode der Mediation, in der Gewährung von Zeit, Raum und Aufmerksamkeit an alle Teilnehmer und in der adäquaten und empathischen Übersetzung und Zusammenfassung ihrer Beiträge. Entscheidend ist allerdings die zugrundeliegende Haltung und ihre Authentizität.
In der Familientherapie und Sozialarbeit wird in bestimmten Konstellationen von der Allparteilichkeit oder Neutralität abgewichen: Im Sinne des Kindeswohls wird gegebenenfalls für das Kind bzw. den Jugendlichen Partei genommen.

## Abgrenzung zur Neutralität
Die Allparteilichkeit wird von der Neutralität oder Unparteilichkeit unterschieden. Bei der Neutralität oder Unparteilichkeit besteht eine emotionale Distanz und es wird für keine der Parteien Partei ergriffen. Bei der Allparteilichkeit hingegen wird ohne Bevorzugung einer Partei mit jedem der am Konflikt oder System Beteiligten zu gegebenem Zeitpunkt empathisch interagiert. Allparteilichkeit heißt nicht, im Wechsel für die eine und für die andere Seite Partei zu ergreifen. Es gilt jedoch als zulässig, dass ein Mediator (oder einer der Mediatoren innerhalb eines Mediatorenteams) zeitweilig insofern Partei ergreift, als er einer der Parteien besondere Unterstützung zukommen lässt. Allparteilichkeit verlangt (distanzierte) Neutralität auf der Sachebene aber keine (distanzierte) Neutralität auf der Beziehungsebene.
Angesichts dessen, dass die Allparteilichkeit eine innere Haltung ist und insofern nur schwer beobachtet und überprüft werden kann, wird in der systemischen Beratung teils mehr auf Neutralität im Sinne der erzielten Wirkung Wert gelegt.
Zwischen Neutralität und Allparteilichkeit unterschieden wird auch bezüglich der gerichtlichen und außergerichtlichen Konfliktbeilegung: Von einem Richter wird Neutralität erwartet, mit Bezug auf einen Schlichter oder Mediator wird hingegen oft das Erfordernis der Allparteilichkeit genannt.